# Wittgendorfer Wasser
Das Wittgendorfer Wasser, auch Wittgendorfer Bach, ist ein sechs Kilometer langer Bach, der das Dorf Wittgendorf durchfließt. Er entspringt am südwestlichen Waldrand des Oberwaldes, fließt den Südwesthang des Steinbergs hinab und mündet schließlich nördlich von Drausendorf in die Lausitzer Neiße. Auf seinem Weg wird das Wittgendorfer Wasser vom Romereifeldgraben und weiteren kleinen Wasserläufen gespeist. Die Ufer des Baches werden größtenteils durch Säulen aus fünfeckigen Basalt gestützt.
Wie viele andere Bäche und Flüsse der Oberlausitz, führt der Bach jahreszeitlich stark schwankende Wassermengen. Durch die spärliche Bewaldung des Umlandes kam es früher bei Starkniederschlägen oft zu Hochwassern. Die letzte große Flutkatastrophe ist für die Nacht von 17. auf den 18. Mai 1887 verzeichnet. Obwohl dieses nur eine Stunde andauerte, forderte es sieben Menschenleben und verursachte einen Schaden von 90.000 Mark.
Heute wird das Wasser des Baches hauptsächlich für Löscheinsätze der Feuerwehr verwendet. Dazu wurden spezielle Saugstellen ausgehoben. Dennoch ist eine Nutzung im Sommer meist nicht möglich, da das Wittgendorfer Wasser zu dieser Jahreszeit nur sehr wenig Wasser führt.